# Saul Wahl
Saul Wahl (właściwie Saul Katzenellenbogen; 1541–1617) – rabin litewski, dzierżawca ceł i warzelni soli na Litwie, osobisty bankier domu Radziwiłłów. Według legendy jednodniowy król Polski w 1587. Jakkolwiek samo jego istnienie jest faktem, to sprawowanie władzy w I Rzeczypospolitej jest odrzucane przez historiografię.

## Podania

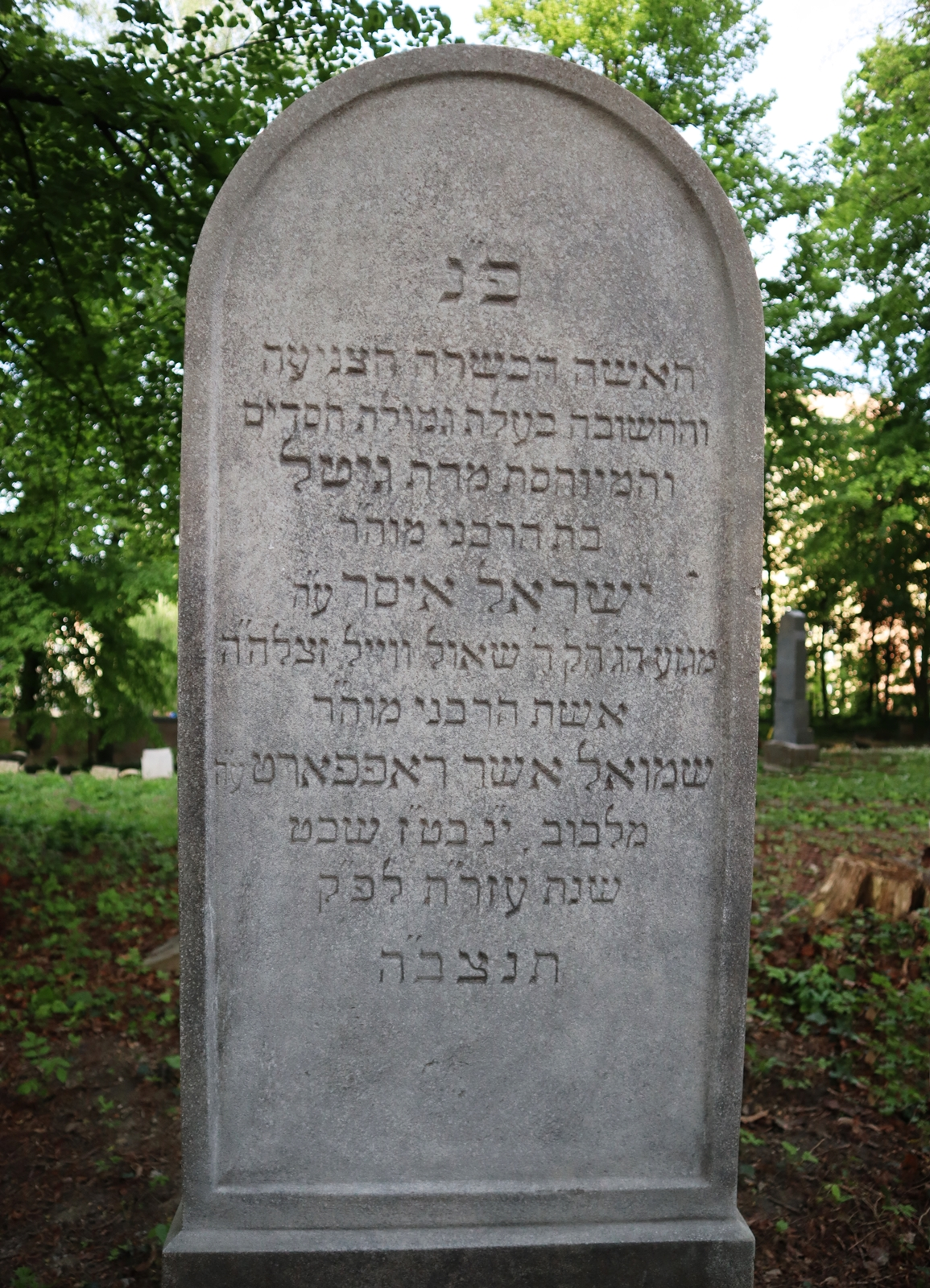
Nagrobek na nowym cmentarzu żydowskim w Cieszynie na którym znajduje się inskrypcja informująca, że upamiętnia Gitel Rapaport zmarłą w 1917 roku, której ojciec Izrael Ozer pochodził "z rodu świętego gaona, uczonego pana Saula Wahla".

Jego dzieje znane są z wielu współczesnych przekazów żydowskich. Według jednej z takich opowieści, książę Mikołaj Krzysztof Radziwiłł Czarny udał się do Włoch z pielgrzymką pokutną. Przybył do Padwy w przebraniu żebraczym, gdzie wszyscy kwitowali jego książęce pochodzenie śmiechem i drwinami. Oparcie miał dopiero uzyskać u rabina Samuela Judasza Katzenellenbogena, który przyjął go z należnymi honorami i zapewnił gościnę. W dowód wdzięczności Radziwiłł podjął się odszukania w Polsce jego syna Saula, który przebywać miał w jednej z tamtejszych jesziw. Faktycznie chłopak przebywał w światowej sławy szkole talmudycznej w Brześciu Litewskim, skąd Radziwiłł zabrał go na swój dwór.
Saul miał wzbudzać zachwyt swoją wiedzą i mądrością, stając się sławnym w całym państwie. Wkrótce zgromadził wielki majątek, będąc bankierem, dzierżawcą ceł i warzelni soli na Litwie. 17 maja 1578 uzyskał nawet przywilej królewski na kupno soli wielickiej w Koronie.
W czasie bezkrólewia po śmierci Stefana Batorego w 1586, niezdecydowana szlachta długo nie mogła wybrać jego następcy. Wobec podwójnej elekcji Maksymiliana Habsburga i Zygmunta III Wazy – w końcu miano skorzystać z powołania króla tymczasowego (rex pro tempore), którą to godność miano zaproponować Radziwiłłowi. Ten jednak odmówił, ale wysunął kandydaturę Saula.
W 1587, wśród powszechnego entuzjazmu, został okrzyknięty w Lublinie królem Saul Wahl (wahl – niem. wybór) przez szlachtę. Jego panowanie miało trwać tylko jedną noc, miał wtedy wydać wiele nowych praw i przywilejów, poprawiających położenie Żydów w Polsce.
Miał syna o imieniu Meir Wahl.